# San José (Pacasmayo)
San José, llamado frecuentemente San José de Bellavista y más correctamente San José de Tecapa, su nombre fundacional, es una localidad peruana, capital del distrito homónimo ubicado en la provincia de Pacasmayo en el departamento de La Libertad.
Se encuentra situado en la Costa Norte del país, en el valle del río Jequetepeque, al pie del cerro San José y sobre un tablazo circundado por una fértil campiña.
Su territorio abarca 183 km² y está conformado por dos pueblos, tres centros poblados y dieciséis asentamientos humanos y caseríos. En él reside una población de 11.504 habitantes.
Por el Norte limita con el distrito de Guadalupe, por el Oeste y el Noroeste con el distrito de Jequetepeque, por el Noreste y el Este con la provincia de Contumazá (Cajamarca), por el Sur y el Sureste con el Distrito de San Pedro de Lloc y por el Suroeste con el distrito de Pacasmayo. Es el tercer distrito más grande de la provincia y el único de ellos que no posee litoral.
El distrito fue creado por decreto supremo del 21 de junio de 1825 dado por el libertador Simón Bolívar. Años más tarde, fue reafirmado como distrito, el 2 de enero de 1857, durante el gobierno de Ramón Castilla y Marquesado, que dictó la Ley Nº 12.301.
La población de San José de Bellavista, su capital, lugar desde donde se administra todo el distrito, se originó a mediados del siglo XVII, colonizado por mestizos, castizos, indios y criollos pobres provenientes del pueblo de Jequetepeque a consecuencia de los desastres naturales.
Los colonos formaron un pequeño poblado al que denominaron San José de Tecapa (nombre que en los albores de la independencia sería cambiado por San José de Bellavista). En pocos años, sus tierras se convirtieron en una estancia y luego pasaron a manos del convento de Guadalupe, en la administración de la Orden de San Agustín. El padre agustino Fray Antonio Caballero de Barrera, luego de una ceremonia cristiana, refundó el pueblo de San José de Tecapa en uno de los cálidos días de verano de 1769.
En el antiguo territorio del distrito de San José también existieron importantes pueblos, como Tecapa, Cosquepón, Cosque, Ñampol y Cultambo.
En la actualidad, San Martín de Porres es el segundo poblado más importante del distrito, seguido por La Portada de la Sierra.
El distrito y, particularmente, el pueblo de San José fueron partícipes de hechos históricos como la Guerra del Pacífico, además de ser tierras de héroes y literatos.
También cuenta con importantes zonas arqueológicas, el bosque El Cañoncillo y hermosas campiñas.
Con su clima cálido y templado durante todo el año, es un lugar excelente para la salud.

## Toponimia
Los primeros pobladores que se asentaron en las tierras del curaca Tecapec (Tecapa), provenían del pueblo Jequetepeque, los colonos trajeron consigo a su Santo Patrón , “San José Patriarca” que veneraban en su grupo del ayllu.
ES así como En honor a su santo patrón bautizaron al pueblo con el nombre de San José de Tecapa, a Tecapa, que es la castellanización de Tecapec; el cacique que en alguna época fue propietario de estas tierras.
Años más tarde en época de la independencia para adelante rebautizaron al pueblo con el nombre de San José de Bellavista, en honor a la independencia, pues se habla de una frase que exclamaron los antiguos sanjosefanos: “La vista de San José será aún más bella si nos encaminamos hacia la libertad”.
Este nombre se mantuvo desde 1820 hasta mediados del siglo XX, hasta que este se pierde en el tiempo, para que simplemente se diga el pueblo de San José.

## Historia de San José

### Época prehispánica
Las tierras del actual pueblo de San José formaron parte del territorio de los caciques Tecapa y kos-Kon, los entierros y cerámicos hallados en las faldas del cerro San José lo confirman
Es muy probable que el cerro San José fuera un lugar de adoración por los antiguos pobladores del valle, sin embargo no se tienen pruebas que haya sido un lugar de asentamiento humano.

### Época virreinal

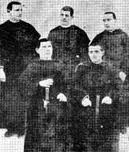
Religiosos Padres Agustinos

A inicios del virreinato el territorio del actual pueblo de San José se encontraban inhabitadas , hasta que pasaron a formaban parte de la encomienda de Cherrepe, la cual fue dada al capitán español Francisco Pérez de Lezcano en 1550.Para entonces Tecapa era el pueblo más cercano.
Al morir Francisco Pérez de Lezcano las tierras pasan a manos de los Padres Agustinos, que aceptan el establecimiento de los moradores que jequetepeque, que fundarían el pueblo de San José de Tecapa.

#### Fundación del pueblo de San José
Los primeros pobladores de la actual capital distrital (San José) eran pobladores del pueblo de Jequetepeque, formando parte del ayllu. Siendo mestizos y criollos con fuertes tradiciones españolas.
Las fuertes lluvias torrenciales de los primeros años del siglo XVII afectaron gravemente al pueblo de Jequetepeque y por ende al grupo mencionado, es así como deciden separarse e ir en busca de nuevas tierras que colonizar y cultivar.
Asentándose en la faldas del actual cerro San José, desde eso momento se convirtieron en colonizadores de esas tierras, bajo el resguardo de la fe cristiana. Los colonos bautizaron al nuevo poblado con el nombre de San José de Tecapa en honor al santo de su devoción y al cacique de la zona.
Pero pocos años después el español Pedro de Alvarado con el apoyo de la corona adquiere las tierras de San José de Tecapa, esto fue rechazado por los colonos quejándose ante el corregimiento de Trujillo, llevando juicio a Pedro de Alvarado, sin embargo la sentencia le fue favorable a Alvarado teniendo que compartir parte de las tierras además de la creación de una hacienda donde también se realizarían obrajes. Para entonces el pueblo aun era considerado un pueblo de mestizos y criollos de bajo estatus.
El 9 de diciembre de 1761 El virrey don Manuel de Amat y Junyent expide un decreto para que se cumpla la disposición del 31 de agosto de 1758 del señor José Antonio Manso de Velasco conde de Super Unda, para que las tierras de San José de Tecapa pasen a poder del  Convento de Guadalupe (agustinos). Los hijos de Pedro de Alvarado ante tan alto mandato decidieron ceder la hacienda al convento de Guadalupe. Para los colonos sanjosefanos les fue más conveniente así que apoyaron el mandato. Los Padres Agustinos tomaron posesión y administraron eficazmente las tierras, la relación entre los colonos y religiosos fue buena permitiendo expandir las zonas de cultivo.

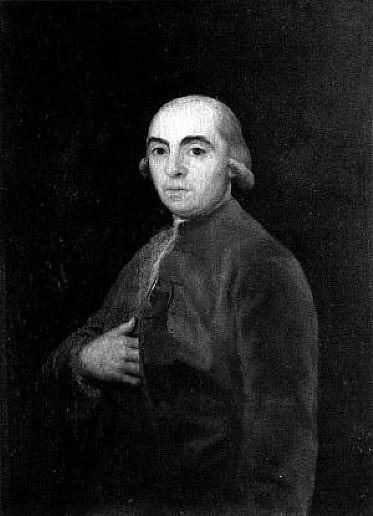
Pedro de Alvarado, español dueño de las estancias de San José y Tecapa.

#### Las estancias de “San José de Tecapa” y “Tecapa la Vieja”
Pocos años después de la fundación de San José de Tecapa, el español Pedro de Alvarado, radicado en Trujillo adquiere las tierras de San José con el apoyo de la corona española, además de que ya era propietario de las tierra de Tecapa. A estas tierras las denomina estancia de San José de Tecapa, el rechazo de los pobladores fue inmediato, se oponían al ambiente de maltrato e injusticia que se darían a los indios mitayos de las parcialidades yengle, totero y otras, de tratarlos de la misma manera de los indios comunes, desconociendo su condición de mestizos, españoles pobres e indios adoctrinados, además de no respetar las tierras que les fueron asignadas.
La protesta se intensificó, sin embargo, al saber los pobladores de que no podían competir con el poder del español Alvarado y su influencia, decidieron llegar a un acuerdo. Se respeta solo una parte de las tierras colonizadas, además de que podían trabajar de jornaleros asalariados en la estancia y podían pastar su ganado en todas las tierras que la conforman. A pesar del acuerdo pactado, los pobladores tuvieron muchas riñas y problemas con los indios de las parcialidades que eran traídos a trabajar a la estancia, también los indios del poblado tenían riñas con los de las parcialidades vecinas, además de negarse a pagar el tributo.
La población fue creciendo entre autóctonos y foráneos, siendo la población autóctona en su mayoría mestiza, además de una considerable población de españoles jornaleros, indígenas doctrinados y comunes, muchos de ellos fueron siervos de españoles. El crecimiento poblacional fue constante hasta cuando se dio el gran fenómeno del niño de 1728, esto llevó al descenso poblacional de la zona, los indios fueron los más afectados, siendo trasladados gran parte de ellos a las poblaciones vecinas.
Pocos años después la estancia desaparece y las tierras vuelven a poder de los pobladores autóctonos, que serían mestizos y españoles en su mayoría, también existían indios pero en realidad tenían las características culturales de un mestizo y muchas veces lo eran, pero no los reconocían así, ante esto muchos de ellos ya se definían como mestizos debido a que ya se empezó a respetar el derecho del mestizo en este siglo.

#### Refundación del pueblo de San José
En 1768, Los sanfosefanos estaban cansados de las promesas de las autoridades españolas de darle una fundación formal al poblado, para hacer valer los derechos y beneficios que traían, las carencias y los desastres fueron constantes, como el fenómeno del niño de 1728 que casi hizo que los pobladores abandonasen sus tierras y regresaran a Jequetepeque, pueblo que abandonaron hacía más de un siglo, por el mismo problema.
En ese mismo año de 1768 una comisión de sanjosefanos, se pone rumbo hacia Trujillo, encabezada por el castizo Alfredo de Ortiz apodado el tuerto, que además estaba acompañado por el padre agustino fray Antonio Caballero de Barrera. La misión era exponer al corregidor las carencias que sufría el pueblo y el pedido de los pobladores de darle fundación formal y cristiana al poblado de San José de Tecapa. Las autoridades españolas de Trujillo, dejan el caso en manos de las de Saña, finalmente los sanfosefanos solicitan una fundación simbólica más que formal y el reconocimiento de sus derechos como mestizos, algo que recientemente se daba, afirmando no ser un pueblo de indios y además de sufrir el ambiente de crueldad de los españoles hacia las parcialidades indígenas de San Pedro de Lloc y Jequetepeque que trabajaban en la estancia.
Las autoridades acceden al pedido de los sanfosefanos recién al siguiente año, permitiendo que el fraile agustino Antonio Caballero de Barrera, hiciera los preparativos para refundar y reorganizar la población. Como se sabe en el verano de 1769 se inicia la ceremonia de refundación, Fray Antonio unos día antes mandó cortarles las ramas a un pequeño árbol que se encontraba en el centro del poblado, dejándolo como un tronco, luego hizo un tajo en su vértice superior, que era símbolo de la justicia real. A la mañana siguiente Fray Antonio Caballero de Barrera se dirigió hacia la picota o tronco, hacia su alrededor se encontraban los pobladores, entre ellos destacan Alfonso de Ortiz, Alfredo de Ortiz, Pedro Molina, Leonardo de Ahumada, el indio Mateo Paira, etc. También se encontraban indios yengle, los padres agustinos de Guadalupe, cura y vicario Julián de Texada y Gastelumendí y el doctrinero de Jequetepeque, quien hizo la ceremonia religiosa.
Ante el silencio de los presentes, Fray Antonio tomó la espada de su amigo el capitán Antero de López y proclamaba a los cuatro vientos la refundación del poblado, repitiendo en voz alta este poblado está al servicio de Dios y el rey y luego aún más fuerte repetía aquí se funda el pueblo de San José de Tecapa, vengan e inténtenme si no están de acuerdo, así desafiando aquella persona que se opusiese.
Una vez conseguida la uniformidad de criterio, se acercó al rollo y levantó la espada, empezando a herirlo de arriba abajo, descortezándolo en parte. Con esto se demostró que todos los pobladores estaban en posesión de estas tierras en nombre del Rey y con el consentimiento de las autoridades del partido de Saña así declaró refundado el pueblo. Como la fundación fue simbólica no se redactó un acta, se dice que solo tallaron sus iniciales en el tronco o rollo.

### Primeras juntas de administración del pueblo y alrededores
Los primeros procuradores y/o presientes de administración de San José de Tecapa fueron designados por Guadalupe o por los mismos Padres Agustinos, no se registran actas ni nombres de ellos hasta 1793 en la que aparece como primer procurador don Agustín Asencio vecino notable del pueblo y escribano a Santiago Estévez, un vecino de San Pedro de Lloc.
Luego se logra fortalecerse la administración del pueblo de San José y poblados, muchos Padres Agustinos fueron designados representantes de Guadalupe en San José, como el Padre Alfonso Molina, al cual se le atribuye obras como los caminos hacia ciertos terrenos.
Fueron procuradores también, Antero García, Filomeno Asían, Juan de los Ríos y José de Ortiz apodado el “necio”.
Años más tarde se reorganizan la administración del pueblo y se atribuyen más pueblos bajo su jurisdicción, los nuevos presidentes de juntas fueron Antonio Sisniegas, José Gregorio Ríos Sisniegas, Pedro Sifuentes, Felipe Escalante, Cayetano Collao, Manuel Ortiz y Manuel Sifuentes.
Aceleradamente el pueblo de San José y alrededores empezó a tener importancia entre los pueblos del valle, por las importantes fundos y haciendas que tenía, además de una relación más estrecha con San Pedro de Lloc y Pacasmayo que con Guadalupe, debido a los vínculos familiares y amicales que los unía .

### La revuelta del pueblo de San José (1794)
En él año 1794, las reformas borbónicas se intensifican, el rey de aquella época era Carlos IV y el virrey Francisco Gil de Taboada, precisamente el virrey Gil de Taboada expide un mandado de deslinde y restitución de tierras, entre ellas las tierras del pueblo de San José, que volverían a manos de rey.
Los pobladores responden enfurecidos, todos los sanjosefanos se unen para afrontar tal mandato, números libros resaltan, que los españoles, mestizos e indios se unieron a la causa y con el apoyo de los pobladores de jequeteque.
La respuesta fue “no obedecemos que estamos en posesión “, la protesta fue apoyada por todo el poblado, todos se echaron al suelo en forma de protesta y los indios se negaron a pagar el tributo.
La influencia de la rebelión de Túpac Amaru, fue importante para la reacción del pueblo de San José ante tal mandato español, se demuestra que San José ya apoyaba las ideas libertadoras que se voceaban en toda la región. Los indios y españoles fieles a España también se unieron a la causa.
Luego de muchas reclamaciones y un juicio próximo, las tierras de San José permanecieron en poder de los pobladores, anulándose el mandato.
Pero las cosas ya no serían como antes, las ideas de libertad y justicia estaban en las mentes de los sanjosefanos.

### Época de la independencia
Las ideas libertadores y de la independencia del Perú tuvieron eco en todos los pueblos del Perú, el sampedrano José Andrés Rázuri Estévez el 1 de enero de 1821, proclama la independencia de su pueblo en la Plaza de Armas de la ciudad frente al templo de su fe. Ahí junto con su hermano Santiago y Ceferino Hurtado sellaron el grito de libertario apresando a las autoridades españolas de la época cuyo jefe era el realista General Antonio Gutiérrez de la Fuente que en calidad de prisionero fue entregado a Torre Tagle en la Ciudad de Trujillo, ante tan patriótico hecho todos los pueblos del valle se apoyaron el acto libertador.
El patriotismo y profundo apoyo de los pueblos del valle de jequetepeque ante tan importante acontecimiento fue digno de admirar.
Ante grito libertador de la villa de San Pedro de Lloc, el pueblo de Pacasmayo, hizo lo mismo para luego hacerlo Guadalupe conjuntamente con el pueblo de San José, Jequetepeque, Chepén y todos los pueblos del valle.
Es así como los patriotas pacasmayinos reciben su independencia casi conjuntamente. Guadalupe declara su independencia y conjuntamente San José de Tecapa al cual pertenecía, leyéndose el acta que salió de Guadalupe, frente a la casa comunal de San José donde también se decidió rebautizar al pueblo con bajo el nombre de San José de bellavista.
Todo esto con el apoyo de los patriotas del valle y el pujante pueblo de San José que se unió a la causa patriota.

#### Proclama y jura de la independencia de San José
Por ello las aspiraciones independentistas también se daban en San José, la máxima autoridad del pueblo, el criollo don Juan José de Santisteban Ahumada reunió a todos las autoridades y notables señores criollos del pueblo para manifestar la posición del pueblo frente a lo que acontecía en el valle, entre los criollos presentes destacan José María de Gástelo, Felipe Álvarez y Mosquera, Alejandro Sifuentes y Gástelo, Gervasio Calero de Paz, José y Manuel de Ortiz, Antonio de Vera Casaverde, Leandro José Echevarría-Ibarra Yépez, etc.
Al acordar todo en la que sería la más famosa tertulia en la historia del San José colonial, Juan José de Santisteban Ahumada comunica al pueblo la decisión de las autoridades de apoyar la causa independentista, por ello los más pudientes debieran aportar a la cusa con lo que pudieran, así fue la familia Ahumada y Sifuentes dono sus mejores caballos, los Álvarez y Mosquera y Los Ortiza portaron la mayor suma de dinero para el equipamiento de los Dragones de Pacasmayo, también aportaron los Yépez , los Zúñiga de Soto y el pueblo en general .
Santistebanque ya se había puesto en contacto con José Andrés Rázuri para la entrega del apoyo del pueblo a la organización de los Dragones de Pacasmayo, solicitó una reunirse rápidamente con Rázuri , logrando entregarle el aporte económico y los caballos para que estuvieran presentes junto al jinete patriota en la batallas de la independencia.
Al volver al pueblo, reúnenuevamente a los notables para exponerle el acontecer en San Pedro de Lloc y el Perú en general, les comunicó que el pueblo de San Pedro de Lloc ya había declarado su independencia y el apresamiento del jefe realista General Antonio Gutiérrez de la Fuente, por ellos manifestó su intenciónde hacer lo mismo en el Pueblo tal como ya lo están haciendo los demás pueblos del valle, así es como luego de un largo debate, el 2 de enero de 1821 Juan José de Santisteban hace reunir al pueblo en la plaza principal, se dirige al balcón de manera de la casa administrativa , junto a los notables y desde allí pronuncia estas palabras: Pueblo de San José."He visto como los hombres notables de los pueblos vecinos vienen liberando a sus tierras de la opresión de España, pues querido pueblo mio a llagado la hora de que ágamos lo mismo, hace un instantes en el interior acabamos de proclamar y jurar la independencia de San José de Tecapa, que por decisión de la junta, se denominará San José de Bellavista, porque “la vista de este pueblo de San José será aún más bella si nos encaminamos hacia la libertad”.
Además a partir de este momento y por la voluntad general del pueblo, San José es libre y desconocemos a todo poder español sobre nosotros... Roguemos al creador para que la victoria este del lado patriota y proteja a nuestro pueblo que lo apoya "; dicho esto, exclamo:"¡Viva San José de Bellavista libre! ¡Viva la patria ¡Viva la independencia!”.
Otras fuentes hablan que todo el pueblo estaba adornado del flores, la gente alegre celebró el acto con su mejor aguardiente, vino y chicha, los más pudiente organizaron un gran cena en la noche, todos se vistieron con sus mejores galas y se realizó una reunión para todo el pueblo en el teatrín de la casa administrativa, que vendría a ser la casa comunal.
Pocas semanas después don Juan José de Santisteban vuelve a reunir al pueblo, para mostrarles el pabellón nacional de la nueva patria y luego la iza en la casa administrativa. Se reparten gacetas que informan la situación de la nueva República del Perú.
Sin lugar a duda nuestro pueblo formó parte y apoyo a la liberación de esta tierras del yugo de España.
De este modo, el 2 de enero de 1821 se proclamó la independencia de San José, demuestra además que absolutamente todo el pueblo apoyaba la causa patriota, tal vez se podría hablar de un resentimiento del pueblo sanjosefino hacia las autoridades españolas, con quienes tuvieron un lio en 1794.

### Inicios de la República

#### Creación del distrito de San José
Al llegar la independencia y proclamándose la nueva república, San José se había consolidado y pedía ser separado de Gudalupe para manejar su propio futuro.
Lográndose pocos años después en la que por decreto supremo del 21 de junio de 1825 dado por el libertador SIMÓN BOLÍVAR, crea el distrito de San José y se fijan sus límites. Años más tarde por decreto supremo en 1835, Felipe Santiago Salaverry pasó a integrar la provincia de Chiclayo junto a los demás pueblo del valle.
Desde ese momento se crea una identidad como distrito, se mejoraron los caminos para la unión de fundos.se instala otra junta de administración del Distrito presididas por José Olabarría, Carlos Núñez, Antonio Álvarez y José Escalante.
San José veinte años después es reafirmado como distrito, el 2 de enero de 1857, durante el gobierno de Ramón Castilla y Marquesado que dictó la Ley Nº12301.
Por lo tanto se mantienen las juntas hasta en 1866 años en que se instala formalmente el consejo municipal del distrito de San José, por lo cual se tiene su primer libro de actas, siendo su primer alcalde don Aniceto Sisniegas Sandoval.

#### Creación de laProvincia de Pacasmayo

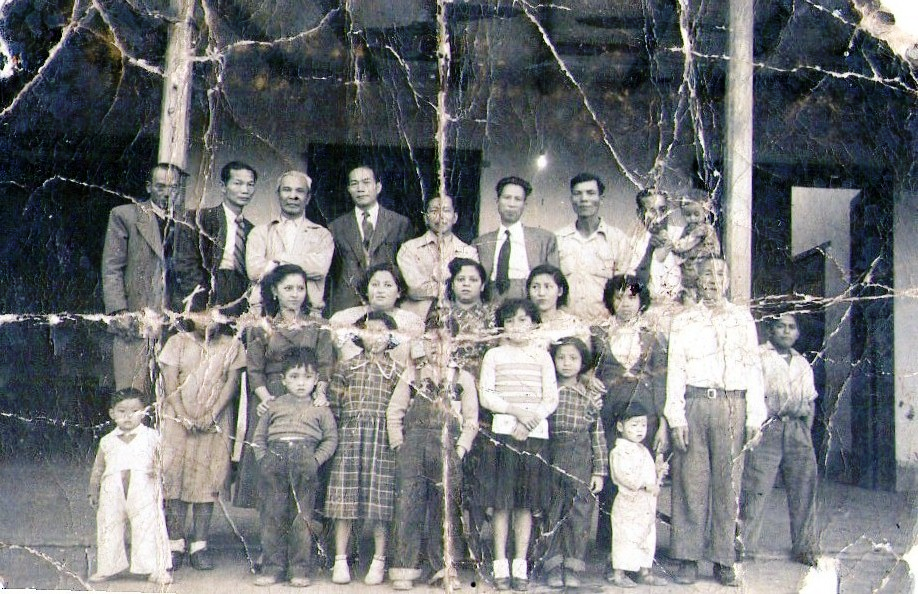
Chinos de la Hacienda Tecapa.

En 1854 los ideales e ideas progresistas de los pacasmayinos llevaron a proponerse separarse de Chiclayo y manejar los pueblos del valle fuera de la jurisdicción chiclayana.
Así se logra la creación de la provincia de Pacasmayo el 23 de noviembre de 1854, formando parte de ella el Distrito de San José, dando su firma Cayetano Collao.

#### La Guerra del Pacífico y el heroísmo sanjosefano
Entre 1879 y 1883 tuvo lugar la guerra con Chile. Parecía que la guerra con chile y la pronta invasión por parte de ellos no llegarían a afectar directamente a este modesto pueblo, pero esto no sería a si ya que el pueblo de san José sería escenario de una heroica hazaña.
El humilde campesino sanjosefano Fernando Terrones Asencio enfrentó a un grupo de chilenos que intentaban abusar de su madre y hermana, solo con puñal y poncho en mano se lanzó a enfrentar a los facinerosos; salvando el honor de la mujer sanjosefana; un chileno logró escapar y avisó a sus superiores; siendo contado el acto.
Furiosos los chilenos y con ansias de venganza ordenan la búsqueda de terrones y se ordena el incendio del pueblo de San José.
Otro gran ejemplo de heroísmo sanjosefano fue el enfrenamiento del portachuelo de vista alegre, donde Pedro Ríos Yépez junto a Eliseo Salcedo y Ruiz, Antonio Saavedra, Santiago Cerna, Manuel Collao, Roberto Luna, los hermanos Manuel y Pedro Sifuentes y Aniceto Sisniegas (gobernador de la época) y otros más atacan a una tropa de guerrillas de chilenos que venían de Guadalupe con dirección a San Pedro de Lloc, logrando hacerlos retroceder .

#### Incendio del pueblo de San José
Orellano el jefe chileno, ordenó desde San Pedro de Lloc que el pueblo de San José fuera quemado y que el sargento Alvares con tropa encontrara el culpable del asesinato.
Las órdenes de Orellano fueron cumplidas al pie de la letra; ante la impotencia de los sanjosefanos y el llanto de las mujeres al presenciar el terrible espectáculo.
Los pobladores y familias de San José huían a las partes altas del pueblo para salvar sus vidas; como don Aniceto Sisniegas Sandoval gobernador de la época y los hermanos Manuel y Pedro Sifuentes (abuelo y tío abuelo del poeta sanfosefano nixa); que veían arder sus casas y propiedades no antes de Haber saqueado lo más valioso de ellas.
La iglesia del pueblo no fue ajena al atroz incendio; los chilenos robaron sus cosas de valor y arrojaron a los santos al suelo; en forma de fogatas para luego arderlos; apenas doña Mercedes Neira Ortiz y su hermana doña Rosario Neira Ortiz junto a don Felipe Ahumada lograron rescatar de las llamas y el humo al Patrón San José Patriarca y a la Virgen Dolorosa.las hermanas Neira mantuvieron a los santos en su también afectada vivienda por dicho incendio.
La torre del reloj (como es actualmente) en aquella época era la del campanario, en dicha torre del campanario yacían cuatro campanas; dos grandes llamadas Santa María De los Ángeles y María Angola que datan de 1809, donadas por el cura y vicario Julián de texada y gastelumendi una mediana llamada Santa Clara y la más pequeña llamada María Jesús ambas donadas por el convento de Guadalupe que datan de 1870.
Una de las mencionadas (las campanas); LA MARIA ANGOLA que era de bronce y tenía el sonido más agudo fue llevada durante el incendio de la iglesia por los chilenos.
Don Cayetano Collao decía así: estos rotos no han respetado a Dios y mucho menos se respetaran entre ellos; decía esto al ver desde lejos como se arranchaban la posesión de lo robado.
Los moradores de San José desde las parte atas del cerro San José divisaban como las llamas habían consumido sus viviendas.
Los chilenos habían arruinado a San José, pero esto no intimidó a San José, con juntamente lograrían una pronta reconstrucción.

### Historia contemporánea

#### El decenio de Zárate Serrano

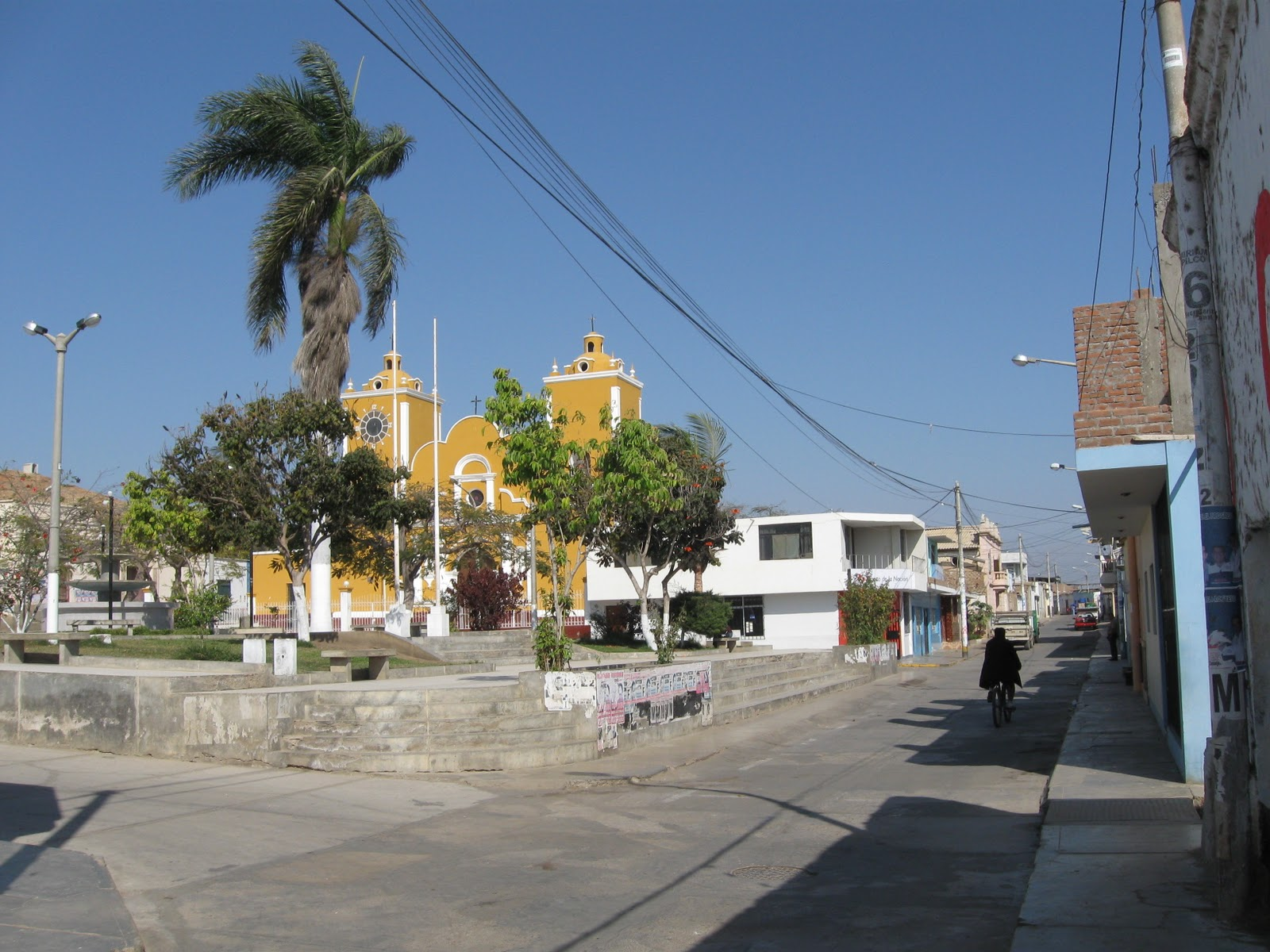
Plaza de Armas de San José

Las elecciones de 1999 dieron como ganador a Euler Zárate Serrano, ciudadano domiciliado en el centro poblado sanjosefano de San Martín de Porres (Cruce San José).
Logra así convertirse en el tercer alcalde electo no oriundo de la capital distrital, pero el primero en no tener vínculo alguno con San José, aunque había cursado sus estudios en este lugar.
Fue tal vez el alcalde que ejecutó más obras en los centros poblados del distrito, como la construcción de posos de agua remodelación de plazas, construcciones de parque de recreación, apoyo a las rondas campesinas, etc.
Logró tener la reelección gracia s al rotundo apoyo de los centros poblados y caseríos del distrito.
En su segundo periodo empezó a tener cuestionamientos de los pobladores de la capital distrital y se presumían varias irregularidades, muchas veces se pidió su vacancia, pero este aun mantenía el apoyo de los centros poblados del distrito.
Sin embargo a todo ellos logró ser reelegido, teniendo su tercer y último periodo .su tercer periodo se caracterizó por los las múltiples quejas y petitorios de revocatoria, las quejas por no hallarse en perenemente en su despacho.
Ya desde antes de la conclusión de su administración ya se voseaban las presuntas irregularidades de su gobierno.
Al convocarse las nuevas s elecciones municipales del 2010, renunció a su cargo para postular por cuarta vez a la alcaldía .Los resultados le fueron favorables a su contendor de años atrás, el capitán PNP Cesar Chávez Paz, que ofrecía una opción de cambio total y la atención a los pueblos sanjosefinos con obras.
Zarate denunció fraude electoral cosa que se le negaron, tardando en la entrega del cargo y sobre todo el balance de su gestión, que contiene asuntos por aclarar, la pérdida de resoluciones municipales , cosa que hasta la fecha se espera el informe total de su administración que será comunicada por su actual burgomaestre.